# Gene Vincent

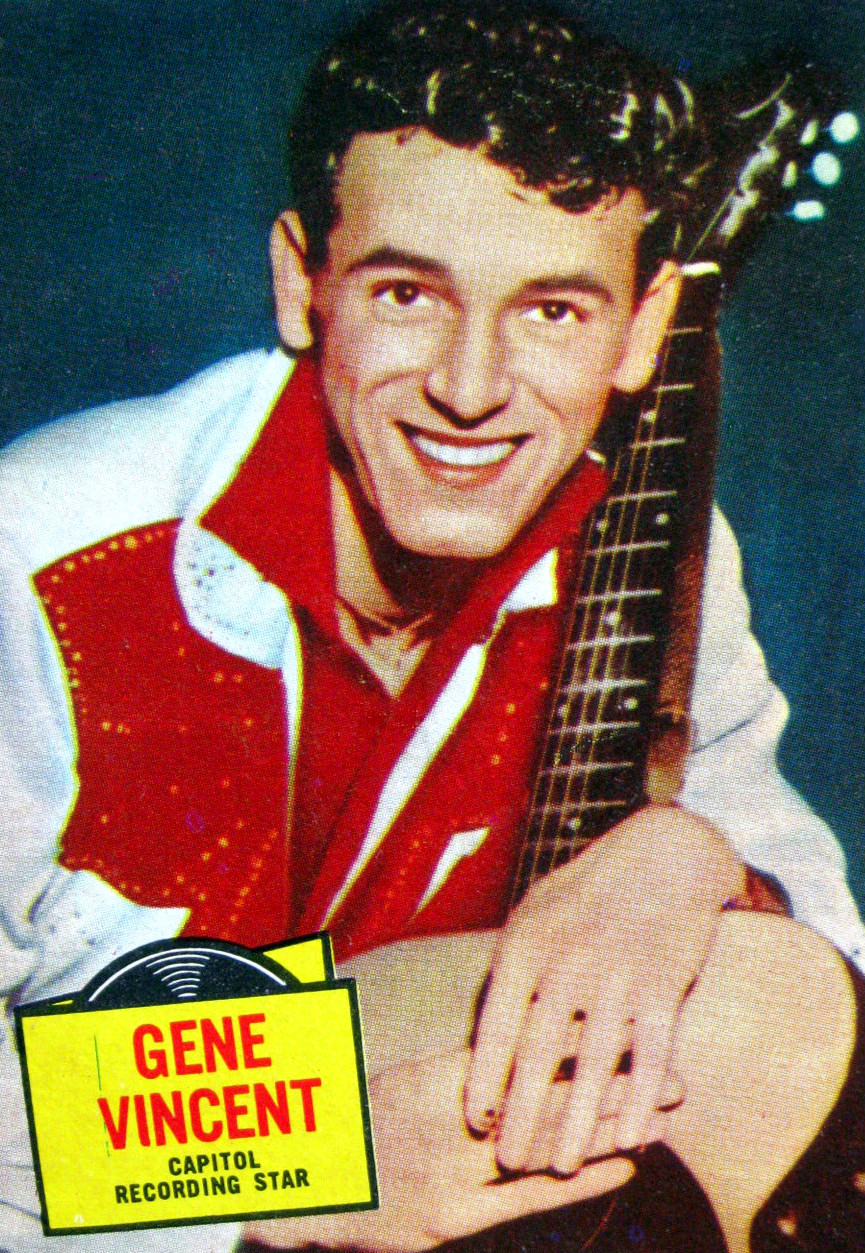
Gene Vincent (1957)

Vincent Eugene Craddock znany jako Gene Vincent (ur. 11 lutego 1935, zm. 12 października 1971) – piosenkarz i gitarzysta rockowy, przedstawiciel rock and rolla i rockabilly. Choć współcześnie postrzegany jest jako piosenkarz jednego przeboju, którym był jeden ze standardów rockowych Be-Bop-a-Lula, to w końcu lat pięćdziesiątych zdołał sobie zapewnić sporą popularność. Muzyka grana przez Vincenta, znalazła także wielu naśladowców. Charakteryzowała się ostrymi gitarowymi riffami, intensywnym użyciem werbli, ekspresyjnym śpiewem i kreatywnym użyciem echa. Innymi przebojami Vincenta były Race With the Devil, Bluejean Bop, B-I-Bickey, Lotta Lovin i Bi, Bo-Bo-Go. Alkoholizm, nieudane małżeństwo i problemy zdrowotne spowolniły karierę Vincenta w połowie lat sześćdziesiątych. Artysta zmarł na powikłania związane z wrzodem żołądka.
Gene Vincent występował z grupą The Blue Caps.
W 1998 Gene Vincent został wprowadzony do Rock and Roll Hall of Fame.

## Dyskografia
- Bluejean Bop! (1956)
- Gene Vincent and the Blue Caps (1957)
- Gene Vincent Rocks! And the Blue Caps Roll (1958)
- A Gene Vincent Record Date (1958)
- Sounds Like Gene Vincent (1959)
- Crazy Times (1960)
- The Crazy Beat of Gene Vincent (1963)
- Shakin' Up a Storm (1964)
- Gene Vincent (1967)
- I'm Back and I'm Proud (1969)
- Gene Vincent (1970)
- The Day the World Turned Blue (1970)